# جديدة بكاسين
جديدة بكاسينهي إحدى القرى اللبنانية من قرى قضاء جزين في محافظة الجنوب.